# Noasca
Noasca – miejscowość i gmina we Włoszech, w regionie Piemont, w prowincji Turyn.
Według danych na rok 2004 gminę zamieszkiwały 202 osoby, 2,6 os./km².